# Fay Kellogg

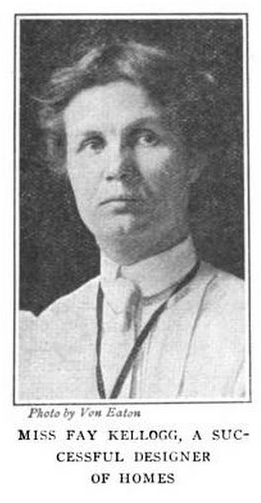
Fay Kellogg, 1908

Ethel Fay Kellogg (* 13. Mai 1871 in Milton, Pennsylvania; † 10. Juli 1918 in Brooklyn) war eine US-amerikanische Architektin. Sie wurde in den frühen Jahren des 20. Jahrhunderts als „die bedeutendste Architektin der Vereinigten Staaten“ bezeichnet. Sie spezialisierte sich auf den Stahlbau.

## Ausbildung und frühe Karriere
Kellogg wurde in Milton, Pennsylvania, als Tochter von Albert H. Kellogg geboren. Ursprünglich wollte sie Ärztin werden und begann ein Studium an der Columbian University, der heutigen George Washington University, in Washington, D.C. Auf Drängen ihres Vaters wechselte sie zur Architektur. Sie sagte, sie sei schon immer handwerklich begabt gewesen und habe sich ein Haus bauen wollen, ein Ziel, das sie schließlich verwirklichte.
Sie begann zwei Jahre lang bei einem deutschen Lehrer zu studieren, bei dem sie Zeichnen und Mathematik lernte, und studierte dann ein Jahr lang am Pratt Institute in Brooklyn.
Sie erhielt eine Anstellung bei R. L. Davis, wo sie an Projekten wie dem Waffenlager des Dreizehnten Regiments und dem Kloster des Kostbaren Blutes arbeitete. Danach arbeitete sie ein Jahr lang im Architekturbüro Carrere und Hastings, bevor sie nach Paris ging, um im Atelier von Marcel de Monclos zu studieren. Zu dieser Zeit waren Frauen nicht an der École des Beaux-Arts zugelassen, und Kellogg kämpfte während ihrer zwei Jahre in Paris energisch für die Zulassung von Frauen an dieser Schule. Sie war schließlich erfolgreich, aber zu spät, um die Gelegenheit zum Besuch zu nutzen.

## Selbstständige Unternehmerin

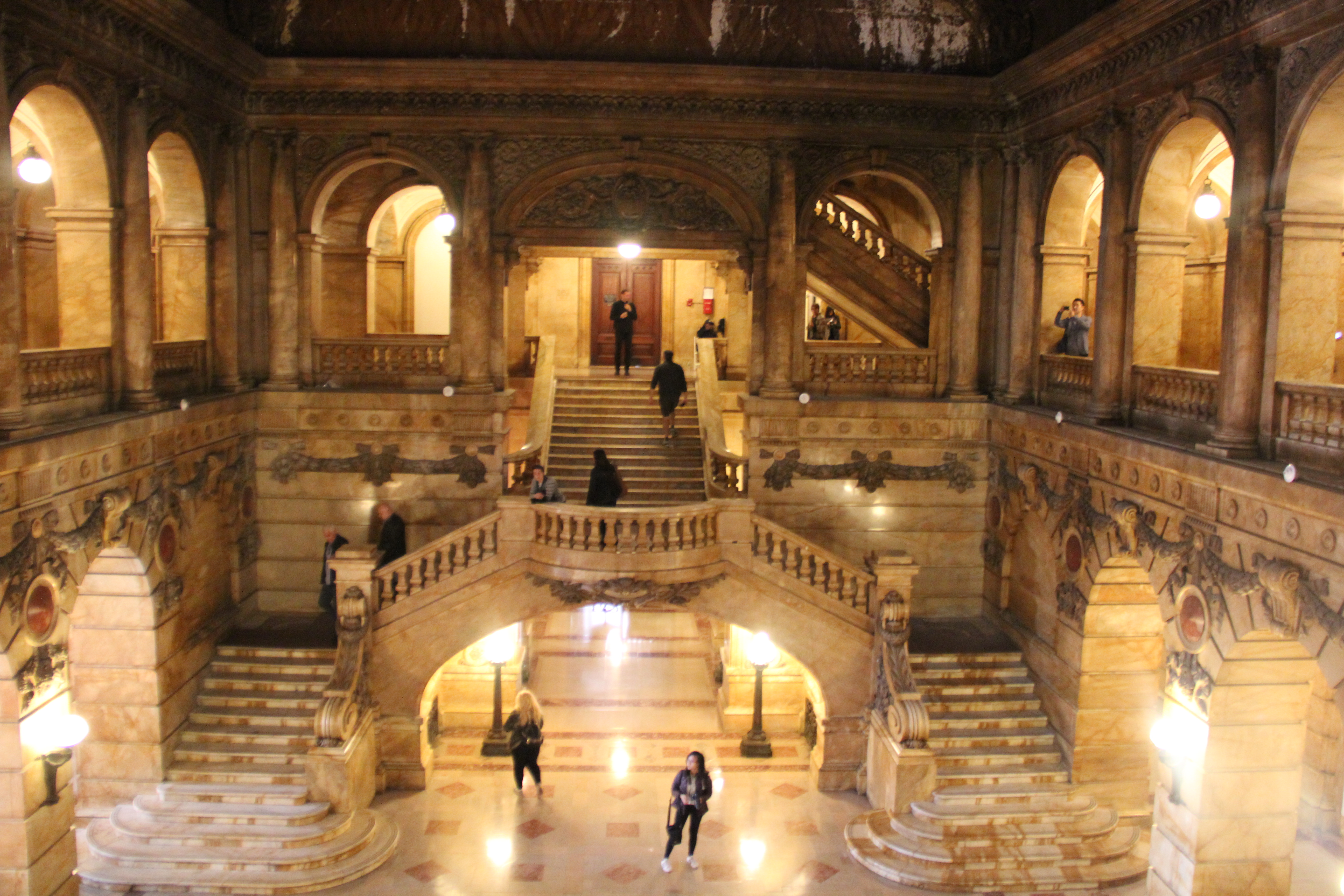
Doppeltreppe der Hall of Records, entworfen von Fay Kellogg

Nach ihrer Rückkehr in die Vereinigten Staaten im Jahr 1900 fand sie Arbeit bei dem etablierten New Yorker Architekten John R. Thomas, wo sie half, die Pläne für die Hall of Records zu entwerfen oder vorzubereiten. Sie entwarf die prominente Doppeltreppe im Atrium dieses Gebäudes und sagte, es sei ihre Idee gewesen, Statuen früher holländischer Gouverneure wie Peter Stuyvesant auf dem Gebäude zu platzieren, so dass diese auf die moderne Stadt blicken würden. Nach Thomas’ Tod im Jahr 1901 machte sich Kellogg selbstständig und gründete 1903 ihr eigenes Büro.
Einer ihrer ersten Aufträge war die Renovierung und der Bau von sieben Gebäuden am Park Place in Manhattan für die American News Company. Bald war sie für alle Bau- und Renovierungsarbeiten in den Vereinigten Staaten zuständig. Bei Aufträgen im Umkreis von 200 Meilen um New York City übernahm Kellogg direkt die Aufsicht. Für Projekte, die weiter entfernt lagen, zeichnete sie Pläne.
Kellogg half auch bei der Gestaltung des Woman’s Memorial Hospital in Brooklyn, das 1881 von Ärztinnen gegründet wurde, sowie bei Hunderten von anderen Gebäuden und Häuschen. Sie entwarf Vorortbahnhöfe und war die Architektin für einen Immobilienentwickler auf Long Island. Sie errichtete einen Wolkenkratzer in San Francisco. Ohne Angst, groß zu denken oder ihre Projekte persönlich zu überwachen, führte Kellogg einmal fröhlich ein Interview, während sie auf einem Balken neun Stockwerke über New York auf einem ihrer im Bau befindlichen Gebäude schwankte. Sie sagte dem verängstigten Reporter: „Ich denke nicht, dass eine Architektin sich mit kleinen Stücken zufrieden geben sollte, sondern sich in Geschäftsgebäude stürzen sollte. Das ist der Ort, wo Geld und Name gemacht werden. Ich halte nichts davon, dass eine gut ausgerüstete Frau sich anschleicht; sie soll vorpreschen, wie es Männer tun. Alles, was sie braucht, ist Mut“.
Während des Ersten Weltkriegs entwarf Kellogg zusammen mit den Architektinnen Julia Morgan und Katharine Budd „Hostess-Häuser“ für den YWCA National War Council, der gezielt Architektinnen suchte, in Militärlagern in Greenville, South Carolina; Charlotte, North Carolina; Chattanooga, Tennessee; und ein YWCA-Gebäude in der Charleston Navy Yard.

## Gegen den Sexismus
Kellogg spielte eine Rolle bei der Öffnung des Architekturberufs für Frauen. Da sie aufgrund ihres Geschlechts die Ecole des Beaux Arts nicht besuchen konnte, setzte sie sich während ihres Aufenthalts in Paris für die Zulassung von Frauen an der renommierten Akademie ein. Nicht zuletzt aufgrund ihrer Bemühungen verabschiedete die französische Regierung ein Gesetz, das es Frauen erlaubte, dort zu studieren, obwohl es für Kellogg selbst zu spät kam. Die Architektin Julia Morgan erhielt dort 1902 ein Abschlusszeugnis.
Kellogg sagte, ihre Beziehungen zu männlichen Architekten seien gut: „Ich erlaube nicht, dass die Stimmung dabei eine Rolle spielt. Ich begegne ihnen auf gleicher Augenhöhe“. Sie sagte, Frauen seien gut geeignet, Architekten zu sein, und „wie bei allen Pionieren sind die Frauen, die in die Architektur gegangen sind, sehr ernsthaft“. Sie sagte, sie lehne Zugeständnisse von männlichen Kollegen ab, wenn sie angeboten würden: „Ich möchte weder als Vorgesetzte noch als Untergebene behandelt werden, sondern als Gleiche“.
Kellogg war auch ein Befürworter des Frauenwahlrechts. Bei einer Ansprache der englischen Suffragette Emmeline Pankhurst in der Carnegie Hall im Jahr 1909 war Kellogg die einzige Architektin unter Dutzenden von berufstätigen Frauen, die auf der Bühne saßen.

## Privatleben
Kellogg besaß eine Farm auf Long Island, auf der sie sechs Monate im Jahr verbrachte und von der aus sie ganzjährig Eier verkaufte. Sie war dabei, das "Ödland" zurückzuerobern, mit der Absicht, sich dort irgendwann zur Ruhe zu setzen. Kellogg wurde als eine kleine, gut gekleidete Frau mit blauen Augen beschrieben. Sie war auch sportlich, nahm an Fechten, Boxen, Ringen und Reitsportaktivitäten teil und spielte Basketball und Golf.
Kellogg erkrankte im Frühjahr 1918 in Atlanta, während sie den Bau von YWCA-Hostessenhäusern in Camp Gordon überwachte, und starb im Juli 1918 in ihrem Haus in Brooklyn, im Alter von 47 Jahren.